# 土佐岩原站

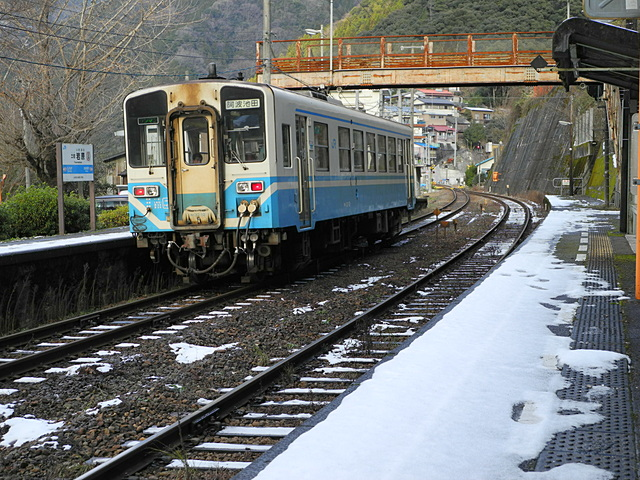
一輛開往阿波池田站的普通列車正停於靠於1號月台，2011年攝。

土佐岩原站（日语：／ Tosa-iwahara eki）是一位於日本高知縣長岡郡大豐町岩原、隸屬於四國旅客鐵道（JR四國）的鐵路車站。車站編號為D28。本站是高知縣內最北端的車站，僅停靠普通車。

## 車站結構
現時的站舍為第二代，建於1983至1986年間，為結合了混凝土、木材及鋼鐵。第一代車站跟附近的車站相同，都是單層式木製建築。1970年車站改建成為無人站，站舍曾被高知縣農業協會徵作為倉庫及員工宿舍之用，並負擔再改建費用。車站外架設了多重鋼拉閘以及鋼製窗障子，這種集鐵路車站及非JR用途的併合車站，成為了本站的特色。目前農業協會已經撒離站舍。
本站設2個側式月台，提供2面2線的月台配置。1號月台靠近站舍，而2號月台則靠近山邊，月台闊度異常狹窄，有限長度為4卡。兩邊月台均設有有蓋的候車亭，但2號月台的候車亭較為簡陋，月台之間靠行人天橋連接。

### 月台配置
| 月台 | 路線    | 方向 | 目的地             |
| ---- | ------- | ---- | ------------------ |
| 1    | ■土讚線 | 上行 | 阿波池田方向       |
| 2    | ■土讚線 | 下行 | 土佐山田、高知方向 |

## 歷史
- 1935年11月28日：開業。
- 1970年10月1日：降格為無人站，簡易委託化。
- 1987年4月1日：日本國鐵分割民營化，車站的營運由JR四國繼承。

## 相鄰車站
四國旅客鐵道
■土讚線
大步危（D27）－土佐岩原（D28）－豐永（D29）

## 圖片集

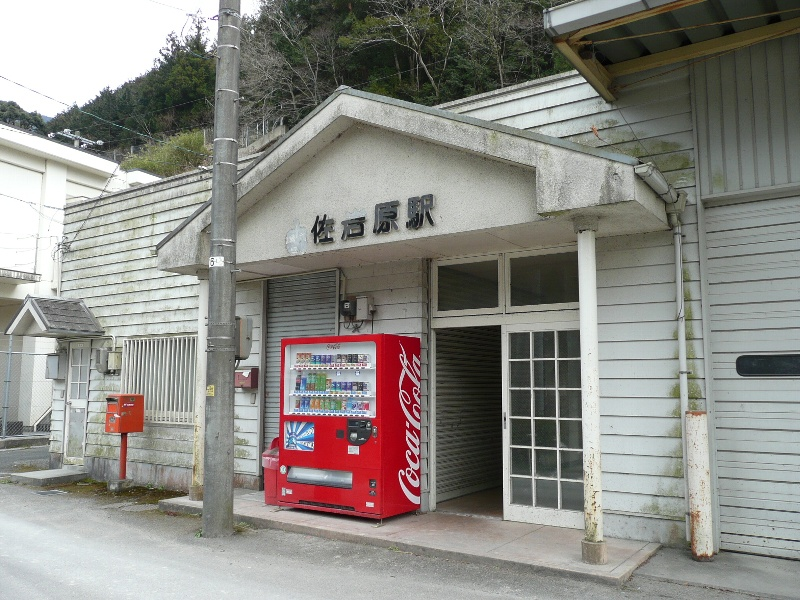
2008年站舍的外貌
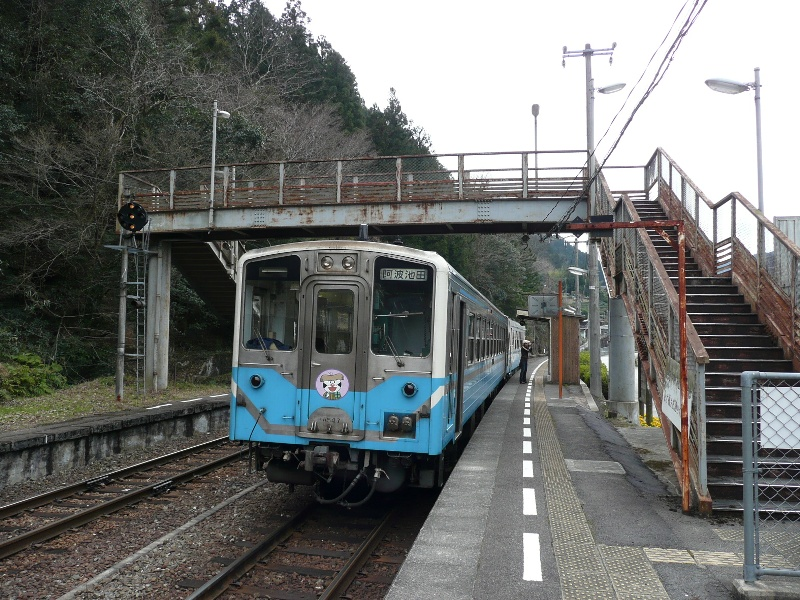
一輛開往阿波池田站的普通列車正停於靠於1號月台，2008年攝。

## 外部連結
- （页面存档备份，存于） 非官方土佐岩原站介紹。（日文）
- （页面存档备份，存于） 土佐岩原站於2010年的最新面貌。